# 黄口镇 (萧县)
黄口镇，是中华人民共和国安徽省宿州市萧县下辖的一个乡镇级行政单位。

## 行政区划
黄口镇下辖以下地区：
镇北社区、镇西社区、镇中社区、镇南社区、镇东社区、唐元村、孙庙村、老黄口村、邵庄村、暗楼村、瓦房村、徐洼村、唐庄村、马常庄村、杨阁村、朱庄村、陈土楼村、张寨村和黄口农场。